# Eugen-Bolz-Gymnasium Rottenburg
Das Eugen-Bolz-Gymnasium Rottenburg ist ein staatliches Gymnasium in Rottenburg am Neckar. Benannt ist die Schule nach dem württembergischen Staatspräsidenten und Widerstandskämpfer Eugen Bolz.

## Geschichte
Die Schule wurde 1828 als Lateinschule gegründet. Im April 1960 wurde das Progymnasium zum Gymnasium ausgebaut. Bis zu diesem Zeitpunkt mussten die Schüler nach der 10. Klasse zum Kepler-Gymnasium Tübingen wechseln. Schon 1956 hatte die Schule dem Bürgermeisteramt gemeldet, dass man überfüllt sei und keine auswärtigen Schüler mehr aufnehmen könne. Schon zum Schuljahr 1957/58 wurde eine 11. Klasse eingeführt, dann jedes Jahr eine weitere, bis im Frühjahr 1960 die ersten Schüler ihr Abitur ablegen konnten. Da das Gymnasium in der Folgezeit stark wuchs, wurde in der Mechthildstraße ein zweibündiger Erweiterungsbau mit drei Geschossen errichtet. Im Jahr 1978 wurde ein weiterer Anbau errichtet. Da die Schule in der Folgezeit weiter wuchs, wurde mit dem Paul-Klee-Gymnasium ein zweites städtisches Gymnasium errichtet, und 400 Schüler wechselten an die neue Schule.
Seit dem 15. Juni 1962 trägt das Gymnasium den Namen des in Rottenburg geborenen ehemaligen Schülers Eugen Bolz, der von 1928 bis 1933 Staatspräsident von Württemberg und später Widerstandskämpfer gegen den Nationalsozialismus war.

## Gebäude und Einrichtungen

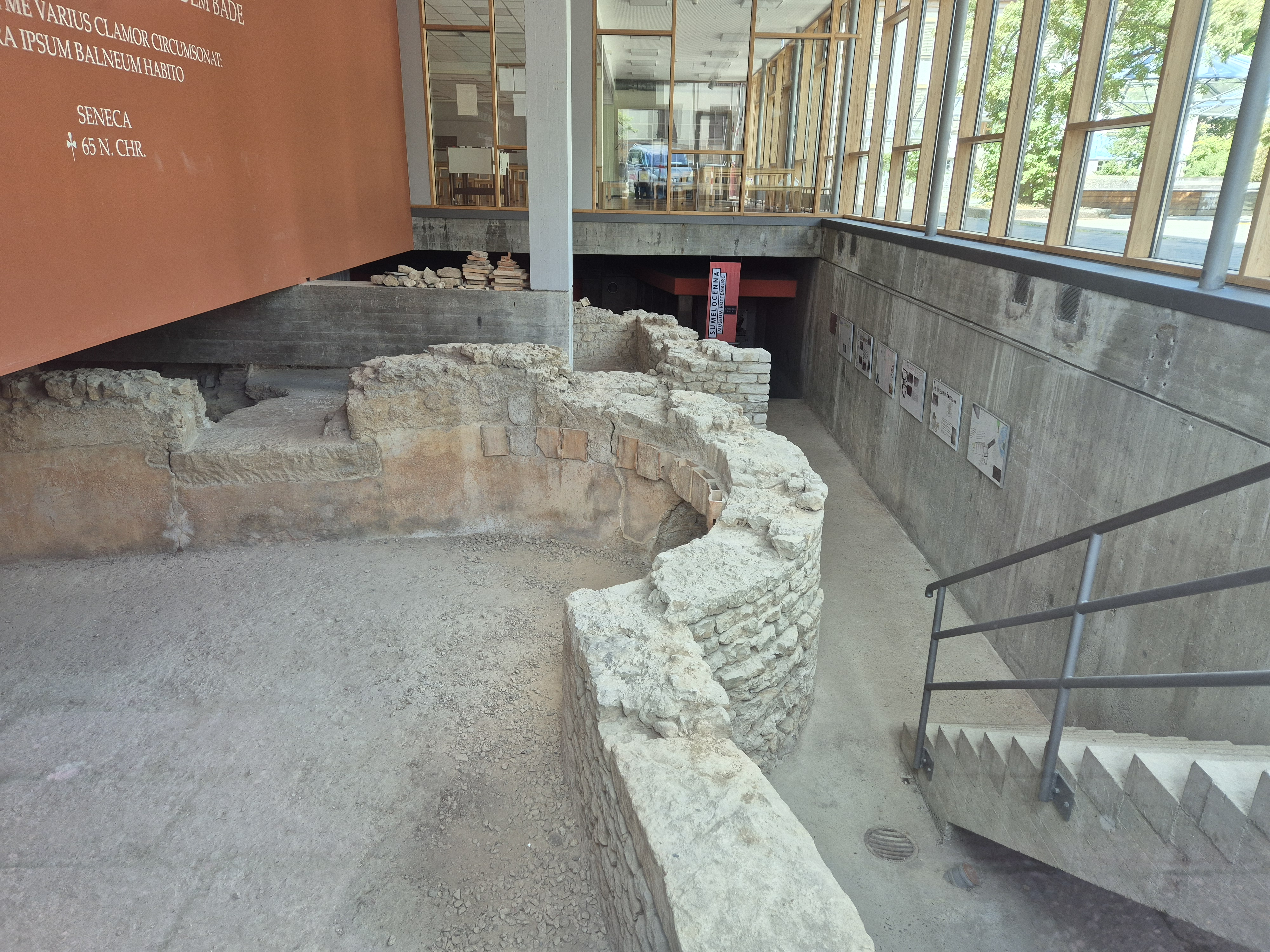
Blick auf die römische Therme

Der schmucklose Betonbau besteht aus zwei miteinander verbundenen Gebäuden in der Rottenburger Innenstadt zwischen Mechthildstraße und Eberhardstraße. Das Gymnasium bietet im Keller eine Mediothek mit 20.000 Medien, mehreren Computerarbeitsplätzen und einem Seminarraum.
Im Keller der Schule kann man unter einem Schutzbau eine 18 m × 11 m große römische Badeanlage mit Umkleideraum, Laubad, Warm- und Kaltbad besichtigen. Die Therme wurde im zweiten Jahrhundert am Ostrand der ummauerten Siedlung errichtet und wurde bis um die Mitte des dritten Jahrhunderts benutzt. Sie wurde bereits 1929 entdeckt, dann beim Bau des Gymnasiums im Jahr 1962 freigelegt und untersucht.

## Schulkonzept
Die Schule bietet für die Schüler der Jahrgangsstufe 5 neben dem üblichen Anfangsunterricht in Englisch auch die Möglichkeit, mit einem bilingualen Zug zu starten. Hier wird in den Klassen 5 und 6 Englisch mit einer erhöhten Stundenzahl unterrichtet, ab der 7. Klasse werden dann auch Sachfächer in englischer Sprache unterrichtet. Ab dem 6. Schuljahr bietet das Gymnasium neben Französisch auch Latein als zweite Fremdsprache an. Seit dem Schuljahr 2012/2013 bietet die Schule außerdem einen musischen Zug. Jeder Schüler muss ohnehin ein Instrument erlernen.
Die Schule hat sich für ein Modellprojekt beworben: Seit dem Schuljahr 2013/2014 bietet sie als eine der ersten Schulen in Baden-Württemberg wieder ein Abitur nach 9 statt 8 Schuljahren an.
Die Schule bietet von Montag bis Donnerstag eine Ganztagesbetreuung für Schüler der Klassenstufen 5 bis 7 an. Sie erhalten eine Hausaufgabenbetreuung sowie Spiel-, Sport- und Musikangebote und werden auch mit einem Mittagessen versorgt.

## Arbeitsgemeinschaften
Die Schule unterhält mehrere Arbeitsgemeinschaften wie eine Theater-AG, mehrere Musik-AGs mit Schulorchester, Chören und Big Band und eine AG für die Schulzeitung. Außerdem gibt es einen Schulsanitätsdienst mit Schülersanitätern, eine Streitschlichter-Gruppe und eine Schulimkerei.

## Schülerzeitung
Der „SimsOpolitan“ ist die Schülerzeitung des Gymnasiums. Im Jahr 2009 wurde die Zeitung zur drittbesten, 2012 zur zweitbesten Schülerzeitung in Baden-Württemberg gewählt.

## Schüleraustausch
Seit 2000 pflegt das Gymnasium ein Austauschprogramm mit dem Professor-Bronislaw-Geremek-Gymnasium im polnischen Rosko.

## Persönlichkeiten

### Absolventen
- Lorenz Haug (1818–1856), Gehörlosenpädagoge
- Eugen Bolz (1881–1945), Politiker (Zentrum) und Widerstandskämpfer gegen das NS-Regime
- Roland Doschka (* 1941), Romanist, Autor, Herausgeber, Organisator von Kunstausstellungen
- Dieter Planck (1944–2025), Archäologe
- Roland Hahn (* 1946), ehemaliger Politiker
- Winfried Hermann (* 1952), Verkehrsminister in Baden-Württemberg, (Grüne)
- Jochen Theurer (* 1978), Jurist und Autor
- Willy Belizer (* 1985), Volleyballspieler

### Lehrer
- Egon Gramer (1936–2014), Lehrer für Deutsch und katholische Religion
- Hans Peter Müller-Angstenberger (* 1972), Lehrer für Deutsch und katholische Religion